# Bobcat Goldthwait
Robert Francis "Bobcat" Goldthwait, född 26 maj 1962 i Syracuse i New York, är en amerikansk komiker och skådespelare. Bobcat har gjort sig känd särskilt för sin roll som Zed med den instabila rösten i filmserien Polisskolan.
Han medverkade även i Twisted Sisters musikvideo "The leader of the pack".

## Filmografi i urval
- 1985 – Polisskolan 2 – Första uppdraget
- 1986 – Polisskolan 3 – Begåvningsreserven
- 1987 – Polisskolan 4 – Kvarterspatrullen
- 1988 – I full galopp
- 1988 – Spökenas hämnd
- 1990–1996 - Röster från andra sidan graven
- 1992 – Våra värsta år (TV-serie)
- 1993 – Vadå, mörkrädd? (TV-serie)
- 1994–1995 - The Moxy Show (röst)
- 1994–2001 - Space Ghost Coast to Coast (röst)
- 1995 – Beavis och Butt-head (TV-serie)
- 1995–1999 Unhappily Ever After
- 1997 – Sabrina tonårshäxan (TV-serie)
- 1997 – Herkules
- 1998–1999 - Herkules (TV-serie) (röst)
- 2001 – Blow
- 2003 – That '70s Show (TV-serie)
- 2003–2006 - Lilo & Stitch (TV-serie) (röst)
- 2004–2007 - Jimmy Kimmel Live! (regi)
- 2006 – Leroy & Stitch (röst)